# ليون س. وايس
ليون س. وايس (بالإنجليزية: Leon C. Weiss)‏ هو مهندس معماري أمريكي، ولد في 10 ديسمبر 1882 في فارمرسفيل في الولايات المتحدة، وتوفي في 1 أبريل 1953 في نيو أورلينز في الولايات المتحدة.